# Kurt Schaffenberger
Kurt Schaffenberger (né le 15 décembre 1920 en forêt de Thuringe et mort le 24 janvier 2002 à Brick, dans le comté d'Ocean) est un dessinateur de comic book américain né allemand. Il est principalement connu pour son travail sur Captain marvel et des séries dérivées de Superman comme Superman's Girl Friend, Lois Lane et The New Adventures of Superboy.

## Récompenses
- 1984 : Prix du comic book de la National Cartoonists Society
- 1996: Inkpot Award

### Documentation
- (en) Mark Voger, Hero Gets Girl. The Life and Art of Kurt Schaffenberger, TwoMorrows, 2003.